# Deserto de Revelação
Deserto de Revelação é o décimo oitavo álbum de estúdio da banda brasileira Diante do Trono, gravado em junho de 2017 e lançado em novembro do mesmo ano, com distribuição da gravadora Onimusic. O álbum é composto por 13 faixas e traz as principais composições de Ana Paula Valadão desde o álbum Tetelestai, a última gravação da série Diante do Trono, de 2014. Notadamente pop rock, com produção musical de com produção musical de Vinícius Bruno e Tiago Gaúcho, e captação e produção também de Vinicius Bruno, além de Shani Ferguson, Alan Locks, o álbum teve participações especiais de Asaph Borba, Fred Arrais e Flávia Arrais além dos backing vocals Marine Friesen e Israel Salazar.
As imagens do projeto foram gravadas ao vivo em Amã, Fuhers, Gérasa, Petra e Uádi Rum, na Jordânia, e no Mar da Galileia, em Israel, com direção visual de Alex Passos.
Este foi o primeiro álbum do DT sem lançamento no formato DVD, tendo todas as canções do álbum lançadas em vídeos no canal oficial do Diante do Trono no YouTube, fazendo com que o projeto fosse considerado o primeiro álbum visual do grupo.

## Antecedentes
Em julho de 2013, o Ministério de Louvor Diante do Trono gravou o seu décimo sexto álbum da série Diante do Trono no Sertão nordestino, intitulado Tu Reinas. Àquela época, o DT tinha um contrato com a gravadora Som Livre e, por motivos nunca divulgados por ambas as partes, o grupo e a gravadora decidiram não lançar aquele álbum no mesmo ano, e o Diante do Trono lançou-o de forma independente um ano depois, em setembro de 2014, após o fim do contrato com a gravadora. Em 2014, o Diante do Trono gravou o seu primeiro álbum fora do Brasil, intitulado Tetelestai, gravado em Israel. Por conta do atraso no lançamento do álbum Tu Reinas, atrasou-se também em um ano o lançamento de Tetelestai, sendo este último lançado em junho de 2015. Com isso, o ano de 2015 foi o primeiro na história do Diante do Trono a não ter uma gravação ao vivo de álbum da série de álbuns principais do grupo.[carece de fontes?]
Em 2015, durante o congresso anual do Diante do Trono realizado durante a Semana Santa na Igreja Batista da Lagoinha, em Belo Horizonte, Ana Paula Valadão anunciou que a próxima gravação do ao vivo do DT ocorreria no ano seguinte, em 2016, durante uma nova caravana do grupo que seria realizada na Jordânia e em Israel. Foi anunciado pelo grupo que tinham o desejo de realizar um grande evento para esta nova gravação, com participação de orquestra, coral e dança. Posteriormente, o Diante do Trono anunciou em seu site oficial que a gravação seria adiada em um ano, para 2017, justamente para que o grupo e os caravanistas interessados tivessem mais tempo para se preparar, inclusive financeiramente, para a realização desta gravação.
No período de pré-produção do álbum, Gustavo Bessa, diretor executivo do Diante do Trono e esposo de Ana Paula Valadão, mudou-se junto com a família para Dallas, nos Estados Unidos para finalizar seu doutorado. Neste período, entre 2014 e 2017, Ana Paula Valadão compôs as letras e melodias das faixas do novo álbum. Durante o período de lançamento, ela disse que este foi o seu álbum mais autoral, por retratar suas orações cantadas a Deus.

## Conceito e produção
O álbum Deserto de Revelação tornou-se um marco nos 20 anos de história do Diante do Trono, não apenas por ser mais uma gravação internacional, mas também por considera-se como uma resposta a chamamento para ir ao encontro do Oriente Médio, inclusive, com visitas aos refugiados na Jordânia. Ana Paula Valadão declarou que a gravação foi relevante por dois motivos, por causa da crise dos refugiados árabes, que afeta todo o mundo, e porque a Jordânia é Terra Bíblica, pois os pais da fé judaica e cristã peregrinaram naquele deserto e atravessaram o rio Jordão para entrar na Terra Prometida.
Foram gravados clipes e cultos com a presença da caravana que viajou com o Diante do Trono, os momentos foram captados na Jordânia (Amã, Gérasa, Petra e Uádi Rum) e em Israel (Mar da Galileia). E ainda, a visita aos refugiados em Fuheis e Mafraq, em que os caravanistas e a Missão DT enviou doações por meio do que foi chamado “Cestas de Misericórdia”, com itens essenciais para o dia-a-dia deles, como relata Ana Paula Valadão:
“Ficamos maravilhados com a esperança e a gratidão nos olhos dos refugiados cristãos. Eles deixaram tudo para trás e fugiram para salvar suas vidas. Alguns perderam mais que casas, poupanças, profissão ou status social. Ouvi histórias de parentes e amigos que foram mortos e ainda assim esses nossos irmãos em Cristo relatam que a ‘Esperança da Glória’ é seu maior tesouro. Já entre os refugiados mulçumanos a desesperança é chocante. Pudemos levar doações, mas, mais do que isso, levamos o Pão do Céu! Os caravanistas voltaram com testemunhos impressionantes da abertura daquelas pessoas para ouvir o Evangelho. A vontade de muita gente que fez as visitas é voltar e dedicar mais tempo para esse povo apaixonante. A Missão Mais na Jordânia é uma ótima ponte para levar os cristãos brasileiros que queiram servir a curto, médio ou longo prazo, em qualquer especialidade.”
As canções de Deserto de Revelação são o resultado de experiências vividas com Deus por Ana Paula Valadão ao longo de três anos, ela disse que quando ouvia as canções gravadas podia sentir a dor e a cura que cada uma delas representava para ela, e tinha a certeza que por isso elas poderiam abençoar muitas pessoas.
Ao falar sobre a mensagem do álbum, Ana relembra a história do povo de Israel que saiu do Egito, onde por 2 anos, passaram por um processo de desintoxicação de quando eram escravos. Receberam novas leis, uma cultura de liberdade e de uma vida de adoração a Deus. E somente depois visualizaram a Terra Prometida, mas, a geração incrédula andou por 38 anos no deserto até que todos morressem. Somente jovens e crianças que saíram do Egito, Josué e Calebe entraram.
“Essa gravação reflete desse deserto intencional de Deus para nós, que não é castigo ou consequência de pecado. Quer a gente queira ou não vamos atravessar desertos na vida que existem sermos transformados. Depois dessas experiências chegamos à fronteira das Promessas. Diante delas, outro desafio de fé. Ou vamos para frente, crendo e lutando para herdar as bênçãos ou voltamos pra trás e morremos. Na vida espiritual é assim, ou seguimos adiante ou perecemos. Não tem como ficar parado ou retroceder sem que a gente morra. Oro para que ao ouvir as canções e ver os vídeos as pessoas sejam encorajadas a não morrer do deserto. Por mais difícil que seja a travessia ela vai gerar uma nova vida. O deserto a que Deus nos conduz é de revelação, e não destruição. Além da fronteira estão as promessas, mas o que mais me fascina, e que tenho aprendido, é que na jornada a Presença Dele é a maior das recompensas”, conclui.

## Estilo musical e influências
Deserto de Revelação é um álbum pop rock de música cristã contemporânea. Consolida uma forte mudança sonora no Ministério de Louvor Diante do Trono evidenciado principalmente na segunda década do grupo. Com a mudança de residência de Ana Paula Valadão para os Estados Unidos, as composições e solos evidenciam o caráter mais solo da vocalista e menos no sentido de grupo.
É notória a influência de trabalhos da música cristã contemporânea norte-americana, como Gateway Worship e Jesus Culture, ao propor um estilo de louvor congregacional profundamente influenciada pela sonoridade rock e pop dos Estados Unidos.

## Recepção do público
O álbum, não agradou tanto o público quanto aos álbuns anteriores, um dos motivos foi a desconfiança de ser um CD gravado em estúdio, e não escutar-se a voz dos backing vocal's do grupo (como se fosse um CD solo de Ana Paula Valadão), fazendo assim a pior vendagem e aceitação do público, mas mesmo assim tiveram poucos hits como "Águas do Jordão", "É Suficiente" e "Seja Para Mim". Além disso, muitos desaprovaram a nova técnica vocal de Ana Paula.

## Recepção da crítica
O álbum Deserto de Revelação recebeu uma recepção mista por parte da crítica especializada em música gospel.
| Críticas profissionais | Críticas profissionais |
| Avaliações da crítica  | Avaliações da crítica  |
| Fonte                  | Avaliação              |
| ---------------------- | ---------------------- |
| Super Gospel           | [ 15 ]                 |

O site Super Gospel atribuiu 3 de 5 estrelas e afirmou que o álbum Deserto de Revelação foi um álbum mais seguro do que os dois anteriores do Diante do Trono, Tu Reinas e Tetelestai, de 2014 e 2015, respectivamente, sendo então o melhor álbum do DT desde Creio, de 2012. Esta segurança, segundo o crítico, está diretamente relacionada a Ana Paula Valadão, pois com o projeto, a cantora confirma sem reservas que o Diante do Trono é a sua única via artística e a intérprete, além da comum função de compositora, ganha maior espaço como solista. O site ressalta que a força vocal de Ana Paula não corresponde ao vigor dos anos áureos, mas suas performances são corretas e esforçadas, tanto em baladas como "Sobre as Águas", quanto aos momentos dramáticos de "É Suficiente", que sugerem o clamor pela provisão divina em meio aos sofrimentos terrenos. O álbum também seria superior aos anteriores na concepção de repertório e ritmo narrativo, sem a pressão de oferecer regravações, a obra manteria um equilíbrio entre as músicas temáticas e as canções mais introspectivas, em que a autoria e vida da vocalista se fazem de forma mais intensa.
Já o site JC Online afirmou que Deserto de Revelação demora um pouco para cativar, sendo "Águas do Jordão" a primeira faixa que levemente empolga, ganhando mais força no espontâneo de "Josué 1", mas que "Amor Que Me Abraça" torna-se a primeira grande surpresa do álbum, trazendo um refrão forte e emocionante. O crítico ressaltou também positivamente as faixas "Seja Pra Mim", "A Terra Inteira", "Pai Nosso" e "Rio de Lágrimas".

## Faixas
| N.º | Título                 | Compositor(es)    | Vocais                          | Duração |  |
| 1.  | "Faz Outra Vez"        | Ana Paula Valadão | Ana Paula Valadão               | 4:12    |  |
| 2.  | "Águas do Jordão"      | Ana Paula Valadão | Ana Paula Valadão               | 4:31    |  |
| 3.  | "Josué 1"              | Ana Paula Valadão | Ana Paula Valadão               | 2:28    |  |
| 4.  | "Deserto de Revelação" | Ana Paula Valadão | Ana Paula Valadão               | 5:47    |  |
| 5.  | "Amor Que Me Abraça"   | Ana Paula Valadão | Ana Paula Valadão               | 6:12    |  |
| 6.  | "Seja pra Mim"         | Ana Paula Valadão | Ana Paula Valadão               | 4:12    |  |
| 7.  | "É Suficiente"         | Ana Paula Valadão | Ana Paula Valadão               | 6:11    |  |
| 8.  | "Quando Chego ao Fim"  | Ana Paula Valadão | Ana Paula Valadão               | 5:04    |  |
| 9.  | "A Terra Inteira"      | Ana Paula Valadão | Ana Paula Valadão               | 5:29    |  |
| 10. | "Pai Nosso"            | Ana Paula Valadão | Ana Paula Valadão               | 6:13    |  |
| 11. | "70x7"                 | Ana Paula Valadão | Ana Paula Valadão               | 4:36    |  |
| 12. | "Rio de Lágrimas"      | Ana Paula Valadão | Ana Paula Valadão e Asaph Borba | 3:38    |  |
| 13. | "Sobre as Águas"       | Ana Paula Valadão | Ana Paula Valadão               | 6:01    |  |

## Ficha técnica

### Banda
- Ana Paula Valadão Bessa - vocal, letra e música
- Daniel Friesen - baixo
- Fred Arrais - guitarra
- Israel Salazar - backing vocal
- Marine Friesen - backing vocal
- Vinícius Bruno - teclado; programação; produção musical; arranjos
- Tiago Gaúcho - bateria; produção musical

### Músicos convidados
- Adeed Sakhnini - teclado e backing vocal em "Rio de Lágrimas"
- Asaph Borba - vocal em "Rio de Lágrimas"
- Chris Moore - guitarra; arranjos
- Coral El-Shamah - overdubs e coral
- Coral Kerigma - overdubs e coral
- Igor Nunes - guitarra; arranjos
- Flávia Arrais - backing vocal
- Flávio Borges - baixo
- Fred Arrais - backing vocal e violão
- Gabriel Aisenmam - percussão em "Rio de Lágrimas"
- Gustavo Petinelli - teclado; programação; arranjos
- Nathan Otwell - violão; arranjos
- Robson Oliveira - maestro do coral
- Taulio Fuck - arranjos
- Thiago Ferro - baixo
- Shani Fergunson (Estúdio YESHUA ISRAEL em Jerusalém) - produção de "Rio de Lágrimas"
- Stefan Mihaescu - teclado em "Rio de Lágrimas"
- Vadym Sokolyk - baixo elétrico em "Rio de Lágrimas"
- Yazeed Sakhnini - violino em "Rio de Lágrimas"

### Equipe técnica
- Alex Passos - Filmagem
- Alma Chaab - Piloto (Drono) - Operação de Câmera (Drone)
- Alan Locks (CFNI'S STUDIO - EUA) - Captação de Áudio; Mixagem
- Daniel Mauricio - Produção de Filmagem
- Elias Sakhnini - Oud em "Rio de Lágrimas"
- Felipe Barros - Direção de Fotografia
- Gustavo Soares (E-MUSIC STUDIO - BRASIL) - Captação de Backing Vocal
- Marko Costa - Direção de Filmagem
- Sami Kattan - Edição e Finalização de Filmagem
- Wagner Borba (PACIFIC STUDIO - BRASIL) - Masterização e Captação de Coral

### Direção
- Ana Paula Valadão Bessa - Direção Geral
- Ezenete Rodrigues e Equipe (Antônio Boaventura, Iracema Santos, Samatha Silva, Eujácio Faustino, Vera Lúcia Santos, Patrícia Mata, André Mata, Geraldo Leandro, Rita França, Carlos França, Sandro Guimarães, Vasti Machado e Sara Souza) - Intercessão
- Gustavo Bessa - Direção Geral
- Ministério de Louvor Diante do Trono - Direção e Produção
- Rita França - Produção Executiva
- Rosana Sancricca - Produção Executiva

### Informações adicionais
- Som: Petra, Jerash, Wadi Rum, Bassem Za'Arour
- Dança: Paula Furtado, Thiago Gomes e Gisele Silva
- Figurino: Acervo pessoal de Ana Paula, Ana Marcia Alburquerque e Paula Furtado/Patrícia Motta, Jorge Bischoff, Lunee Couturre e K2000
- Make Up e Hair Stylist: Silvio Nogueira
- Fotos: Feitas por integrantes da Caravana Jordânia Israel DT 2017, em especial Rodrigo Motta e Alex Passos.
- Arte do CD: Agência Salt